# MASH (serie de televisión)
M*A*S*H es una serie de televisión estadounidense emitida por CBS entre el 17 de septiembre de 1972 hasta el 28 de febrero de 1983. Está inspirada en la película homónima de Robert Altman y, a su vez, basada en la novela de Richard Hooker. La película ganó la Palma de Oro en Cannes en 1970 y un Óscar de Mejor Guion Adaptado. Es considerada como uno de los más importantes hitos del antibelicismo en la historia de la televisión. Su crítica se dirigía a la Guerra de Vietnam, que se desarrollaba cuando la serie se estrenó, aunque el argumento se centraba en una guerra anterior: la guerra de Corea, igualmente violenta.
La serie se convirtió en una de las de mayor éxito y duración en Estados Unidos, con once temporadas y un total de 251 episodios. El episodio final de la serie, emitido en 1983, mantuvo el récord de audiencia de la televisión estadounidense (125 millones de espectadores).

## Sinopsis
La serie seguía la existencia cotidiana de un grupo de médicos militares, que desarrollaban su labor en el Hospital de campaña detrás de la línea del frente de combate, para atender a los soldados heridos en la guerra y como escenario en la guerra de Corea, que tuvo lugar entre los años 1950 y 1953. 
Este grupo desarrolla una gran camaradería, liderados por el Dr. Pierce (Ojo de Halcón) y el Dr McIntyre (Trampero), junto con otros personajes que son enfermeras y soldados del campamento. Tiene varias situaciones cómicas, ellos participan en la venta de objetos difíciles de encontrar o restringidos por la Guerra (tabaco, licor, dulces, chocolate), citas con las enfermeras, ocultación de señalizaciones en el campamento, partidos de fútbol americano contra otros campamentos, etc.

## Reparto
| Actor               | Personaje                                                                    |
| ------------------- | ---------------------------------------------------------------------------- |
| Alan Alda           | Capitán. Benjamin Franklin "Hawkeye" (Ojo de Halcón) Pierce                  |
| Wayne Rogers        | Capitán John "Trapper" (Trampero) McIntyre (1972-1975)                       |
| McLean Stevenson    | Teniente coronel Henry Blake (1972-1975)                                     |
| Gary Burghoff       | Cabo Walter "Radar" O'Reilly (1972-1979)                                     |
| Larry Linville      | Comandante Frank Burns (1972–1977)                                           |
| Loretta Swit        | Jefa de enfermeras, Mayor Margaret Houlihan, "Hot Lips" (Morritos Calientes) |
| Mike Farrell        | Capt. B.J. Hunnicut (1975-1983)                                              |
| Harry Morgan        | Coronel Sherman T. Potter (1975-1983)                                        |
| Jamie Farr          | Cabo / Sargento Maxwell "Max" Q. Klinger                                     |
| David Ogden Stiers  | Comandante Charles Emerson Winchester III (1977-1983)                        |
| William Christopher | Teniente / Capt. Padre Francis J. Mulcahy                                    |
| Jeffrey Kramer      | Conductor                                                                    |

## Transmisiones y doblajes de la serie en España e Hispanoamérica
La serie inició sus transmisiones en México en el año de 1973 por el Canal 5 de Televisa, siendo los lunes a las 8:30 p. m. cuando se transmitía el capítulo con duración de media hora. El ser país vecino con Estados Unidos hacía que series de televisión que eran exitosas en el país del norte, fueran dobladas al español y tuvieran éxito de inmediato. En Hispanoamérica entre mediados de la década de 1970 y la primera mitad de la década de 1980. Por su parte en España la serie comenzó a emitirse en 1983, 11 años después de su estreno estadounidense, hasta su culminación en 1989.
En ambos casos esta serie fue doblada al español (en México para su emisión en Hispanoamérica y en España para su emisión local) y el equipo artístico de doblaje estuvo integrado por los siguientes actores de voz:
| Personaje                                                                | Actor original (Estados Unidos) | Actor de doblaje (español-España, doblaje original) | Actor de doblaje (español-España, redoblaje) | Actor de doblaje (Hispanoamérica-México)   |
| ------------------------------------------------------------------------ | ------------------------------- | --------------------------------------------------- | -------------------------------------------- | ------------------------------------------ |
| Capitán Benjamin Franklin "Hawkeye" Pierce                               | Alan Alda                       | Javier Dotú                                         | Javier Dotú                                  | Sergio de Bustamante Luis Puente (2.ª voz) |
| Comandante Margaret "Hot Lips" ("Morritos Calientes" en España) Houlihan | Loretta Swit                    | Ana María Simón                                     | Begoña Hernando                              | Gloria Rocha                               |
| Comandante Charles Emerson Winchester III                                | David Ogden Stiers              | José Martínez Blanco                                |                                              | Jesús Colín                                |
| Coronel Sherman T. Potter                                                | Harry Morgan                    | Pedro Sempson                                       |                                              | Victor Mares                               |
| Cabo Walter Eugene "Radar" O'Reilly                                      | Gary Burghoff                   | Ángel Egido                                         | Abraham Aguilar                              | José María Iglesias                        |
| Capitán John "Trapper" McIntyre                                          | Wayne Rogers                    | Eduardo Jover                                       | Eduardo Jover                                | José Lavat                                 |
| Coronel Henry Braymore Blake                                             | McLean Stevenson                | Julio Núñez                                         | Juan Antonio Gálvez                          | Víctor Alcocer                             |
| Capitán B.J. Hunnicutt                                                   | Mike Farrell                    | José Luis Gil                                       |                                              | Eduardo Liñán                              |
| Cabo / Sargento Maxwell "Max" Q. Klinger                                 | Jamie Farr                      | José Moratalla                                      | Carlos del Pino                              | Jorge Sánchez Fogarty Héctor Lee           |
| Comandante Franklin Marion "Frank" Burns                                 | Larry Linville                  |                                                     | José Antonio Ceinos                          | Manuel de la Llata                         |
| Teniente / Capitán Padre Francis John "F.J." Mulcahy (Capellán)          | William Christopher             | Hipólito de Diego Ignacio Campos                    | Antonio Villar                               |                                            |
| Brigadier / General Hammond (tres episodios)                             | G. Wood                         |                                                     | José Ángel Juanes                            |                                            |
| Capitán del Ejército de la República de Corea Sam Pak (dos episodios)    | Pat Morita                      |                                                     | Juan Antonio Castro                          |                                            |
| Teniente Maria "Dish" Schneider (dos episodios)                          | Karen Philipp                   |                                                     | María Antonia Rodríguez                      |                                            |
| Voces Adicionales                                                        |                                 | Juan d'Ors                                          |                                              | Blas García Roberto Alexander Liza Willert |
| Presentación, insertos y créditos iniciales                              |                                 |                                                     |                                              | Sergio de Bustamante                       |